# 青森県立八戸東高等学校
青森県立八戸東高等学校（あおもりけんりつはちのへひがしこうとうがっこう, Aomori Prefectural Hachinohehigashi High School）は、青森県八戸市類家一丁目にある県立高等学校。略称「八東」（はっとう）。

## 概要
歴史
1901年（明治34年）創立の「青森県立第二高等女学校」を前身とする。1948年（昭和23年）の学制改革により新制高等学校となる。現校名になったのは1950年（昭和25年）。1949年（昭和24年）から男女共学を開始したものの、高等女学校が前身ということで男子の入学生が少なく、1969年（昭和34年）には男子の在籍が0となり女子校となった。36年の時を経て1995年（平成7年）の人文科の設置を機に男女くくり募集が行われ男女共学を再開し、1997年（平成9年）には普通科も男女共学となった。2021年（令和3年）に創立120周年を迎えた。
かつては定時制課程を有していたが、1959年（昭和34年）に廃止。男女共学再開のきっかけとなった人文科は2003年（平成15年）に現在の表現科に改編された。
設置課程・学科
全日制課程 2学科　　
- 普通科（5学級200名）
- 表現科（1学級30名）- 普通教科に加えて言語表現、身体表現、映像機器、舞台芸術などに関する専門科目を学習。

校訓
「勉学・健康・優雅・協調」 - 1968年（昭和43年）に制定。
校章
現在の校章は普通科で男女共学を再開した1997年（平成9年）に制定された。ゆりの木の若葉を図案化したものを背景にして中央に校名の「東高」の文字（縦書き）を置いている。
校歌
1951年（昭和26年）に創立50周年を記念して制定された。作詞は石森延男、作曲は信時潔による。歌詞は3番まであり、最後に校名の「東高校」が登場する。
記念歌「風に」
1991年（平成3年）に創立90周年を記念して制定された。作詞は宇藤敬子、作曲は伊藤千蔵による。歌詞は2番まであり、最後に校名の「東高校」が登場する。
進路
ほとんどの生徒が四年制大学をはじめとする上級学校への進学を目指している。

## 沿革
旧制・高等女学校時代
- 1901年（明治34年）10月25日 - 三戸郡八戸町に「青森県立第二高等女学校[2]」が設置される。
- 1902年（明治35年）
  - 4月1日 - 開校。
  - 4月14日 - 第1回入学式を挙行。
- 1909年（明治42年）4月1日 - 「青森県立八戸高等女学校」に改称。八戸町立女子実業学校を青森県立女子実業学校として附設。
- 1919年（大正8年）
- 1921年（大正10年）4月14日 - 創立20周年を記念して校訓（健全・貞淑・努力）を制定。
- 1926年（大正15年）4月1日 - 校歌（旧校歌）「寄せ来る波も」と制服を制定。
- 1929年（昭和4年）4月1日 - 松友会 経営家政研究科（修業年限1年）を設置。
- 1943年（昭和18年）4月1日 - 高等女学校令が廃止され、中等学校令が施行される。
- 1944年（昭和19年）
  - 3月31日 - 松友会経営家政研究科を廃止。
  - この年 - 勤労動員が開始。
- 1945年（昭和20年）
  - 4月1日 - 学校での授業が停止される。
  - 8月 - 終戦
  - 9月 - 授業を再開。
- 1946年（昭和21年）
  - 4月1日 - 修業年限が4年から5年となる（ただし4年修了時点で卒業することもできた）
  - 5月10日 - 松友会経営幼稚園を開園。
- 1947年（昭和22年）4月1日 - 学制改革（六・三制の実施）が行われる。
  - 高等女学校の生徒募集を停止。
  - 新制中学校を併設し（名称:青森県立八戸高等女学校併設中学校、以下・併設中学校）、高等女学校1・2年修了者を新制中学校2・3年生として収容。
  - 併設中学校は経過措置としてあくまで暫定的に設置されたため、新たに生徒募集は行われず、在校生が2・3年生のみの中学校であった。
  - 高等女学校3・4年生はそのまま在籍し、4・5年生となった（ただし4年修了時点で卒業することもできた）。

新制高等学校
- 1948年（昭和23年）
  - 4月1日 - 学制改革（六・三・三制の実施）により、高等女学校は廃止され、新制高等学校「青森県立八戸女子高等学校」が発足。
    - 通常制普通課程を設置。修業年限を3年、定員を600名とする。
    - 高等女学校卒業者（5年修了者）を新制高校3年生、高等女学校4年修了者を新制高校2年生、併設中学校卒業者（3年修了者）を新制高校1年生として収容。
    - 併設中学校を継承し（名称:青森県立八戸女子高等学校併設中学校）、在校生が1946年（昭和21年）に入学した3年生のみとなる。

  - 5月5日 - 開校式を挙行。
- 1949年（昭和24年）
  - 3月31日 - 併設中学校を廃止。松友会経営幼稚園が閉園。
  - 4月1日 - 高校三原則に基づき、男女共学を開始。男子80名が入学。
- 1950年（昭和25年）4月1日 - 「青森県立八戸東高等学校」（現校名）に改称。徽章と帽章を制定。
- 1951年（昭和26年）11月10日 - 創立50周年を記念して校歌「光あり」を制定。
- 1952年（昭和27年）
  - 4月1日 - 定時制普通課程（修業年限4年）を設置。
  - 5月1日 - 青森県立三本木農業高等学校より定時制百石分校が移管される。
- 1957年（昭和32年）4月1日 - 百石分校が分離し、青森県百石高等学校として独立。
- 1959年（昭和34年）
  - 3月31日 - 定時制普通課程を廃止。
  - 4月 - 男子の募集を停止。男子の在籍が0となり、女子校となる。
  - 12月31日 - 寄宿舎を廃止。
- 1963年（昭和38年）5月31日 - 体育館が完成。
- 1967年（昭和42年）12月19日 - プールが完成。
- 1968年（昭和43年）
  - 4月14日 - 校訓（勉学・健康・優雅・協調）を制定。
  - 5月16日 - 十勝沖地震が発生し、校舎施設に大きな被害を受ける。
  - 7月1日 - 仮設校舎が完成し、一時移転。
- 1969年（昭和44年）11月28日 - 復旧新校舎が完成。
- 1970年（昭和45年）8月8日 - 創立70周年を記念して生徒会館、購買部室、生徒会部室が完成。
- 1972年（昭和47年）
  - 3月31日 - 第二体育館、松友会学生寮が完成。
  - 8月25日 - 弓道場が完成。
- 1977年（昭和52年）3月7日 - 校訓碑を除幕。
- 1978年（昭和53年）5月10日 - 第二グラウンドが完成。
- 1989年（平成元年）3月23日 - 特別教室棟が完成。
- 1991年（平成3年）
  - 10月2日 - 創立90周年を記念して記念歌「風に」を制定。
  - 11月1日 - 弓道場と生徒会部室が完成。
- 1992年（平成4年）11月25日 - 管理棟の大規模改修が完了。
- 1993年（平成5年）3月29日 - 第一体育館の大規模改修が完了。
- 1994年（平成6年）
  - 11月10日 - 教室棟の大規模改修が完了。
  - 12月28日 - 三陸はるか沖地震が発生し、校舎と第一体育館に大きな被害を受ける。
- 1995年（平成7年）
  - 3月30日 - 第一運動場に仮設校舎（管理・特別教室棟）が完成。
  - 4月1日 - 人文科を1学級新設し、男女あわせ募集を行い、36年ぶりに再び男女共学となる。
- 1996年（平成8年）2月27日 - 管理・特別教室棟が復旧。
- 1997年（平成9年）
  - 1月21日 - インターアクトクラブを結成。
  - 1月31日 - 仮設校舎の撤去を完了。
  - 4月1日 - 普通科も男女共学となる。新校章と校旗を制定。
- 1998年（平成10年）2月27日 - 第一体育館を改築。
- 2000年（平成12年）4月8日 - 普通科男女枠なしのあわせ募集を開始。
- 2001年（平成13年）
  - 1月24日 - 校章の一部を改訂。
  - 4月11日 - 部室の増築が完了。
  - 9月14日 - 創立100周年を記念して階上岳記念全校登山を実施。
  - 10月25日 - 創立100周年記念式典を挙行。
- 2002年（平成14年）8月26日 - 創立100周年記念館ゆりの木の花ホールが完成。
- 2003年（平成15年）
  - 3月20日 - 駐輪場を設置。
  - 4月1日 - 人文科の募集を停止し、表現科を設置。
- 2008年（平成20年）
  - 7月24日 - 岩手県沿岸北部地震が発生し、第一体育館の一部に被害を受ける。
  - 10月24日 - 第一体育館の補修工事が完了。
- 2011年（平成23年）4月28日 - 第二体育館・柔剣道場複合施設を改築。

## 部活動
運動部　
- サッカー
- バスケットボール
- バレーボール
- 硬式野球
- 陸上競技
- 卓球
- 弓道
- ソフトテニス
- 硬式テニス
- ソフトボール
- バドミントン
- 体操
- 新体操

文化部
- 演劇
- 英語
- JRC
- インターアクト
- 音楽
- 放送
- 美術
- 文芸
- 漫画研究
- 書道
- 茶道

過去に存在した文化部
- 競技かるた

愛好会
- 水泳
- インターアクト
- 科学
- 家庭科
- パソコン

## 交通アクセス
- JR東日本 八戸線「本八戸駅」より徒歩18分

## 著名な出身者
- 田名部匡代（立憲民主党参議院議員、元衆議院議員、農林水産大臣政務官）
- 藤川優里（八戸市議会議員）
- 橋本麗奈（元準ミス日本、フリータレント）
- 川端秀子（川端康成の妻）
- 武田真紀（フリーアナウンサー）
- 田中なつき（YouTuber）
- 赤井佳子 (元プロボクサー・赤井英和の配偶者)